# ウィルス・ポータシオ
ウィルス・ポータシオ（Whilce Portacio、1963年7月8日 - ）は、フィリピン系アメリカ人のアメリカン・コミック・ブック・アーティストである。

## 人物
フィリピンのカヴィテ市サングレイ岬に生まれたポータシオは、2歳のときに一家でアメリカ合衆国に移住した。幼少期よりミッドウェー島やニューメキシコ州で育ち、後にカリフォルニア州サンディエゴに定住した。
1985年にマーヴル・コミックスにてインカーとして参加し、後にペンシラーの任をも与えられた。『パニッシャー』『X-ファクター』『アンキャニィ・X-メン』等のタイトルを手掛けたことで有名になったが、1992年、彼はマーヴルを離れ、注目を集めていた他の6人のアーティストとイメージ・コミックスを共同設立する。
しかし彼は姉妹の病気により、すぐにイメージから去ることとなった。自身のタイトルである『ウェットワークス』は、ジム・リーのワイルドストーム社(Wildstorm)から1994年に出版を果たした。他に彼の手による特筆すべき作品に『ストーン(Stone)』と、マーヴルの『ヒーローズ・リボーン(Heroes Reborn)』における論議を呼んだ筋書きの『アイアンマン(Iron Man)』が挙げられる。
2000年8月、ポータシオは膵臓機能不全による糖尿病性昏睡 に陥った。一週間後に目覚めた彼は体重が30ポンド落ち、歩くこと立つことはおろか、絵を描くことすら出来なかったが、わずか6ヵ月後には鉛筆を手に取り描けるようになった。彼のブログによると「描きたいものが心では見えていたが、それが手では描き上げられなかった。」とのこと。
2006年、ポータシオはワイルドストームにおいてマイク・ケアリー(Mike Carey)脚本による『ウェットワークス Vol.2』でアート系職務に復帰した。あいにく度重なる遅延に悩まされた当作品で再び安定した作業予定計画の維持を取り戻せないという評価から結局第6号にて執筆から離れたものの、毎月の表紙絵はその後も描き続けた。しかし新『ウェットワークス』シリーズはわずか全15号と短命に終わった。ポータシオはDCコミックスの新月刊シリーズ『バットマン・コンフィデンシャル(Batman Confidential)』のアートも手掛けている。
2008年6月9日、共同作家として復帰したスポーン原作者トッド・マクファーレン(Todd MacFarlane)の、新制作班のブライアン・オルギン(Brian Holguin)と共にポータシオは10月にスタートする『スポーン』第185号作画担当の新アーティストとして正式発表された。

## 名声
ポータシオはマーヴル・コミックス時代のジム・リーのインカーとして彼の『パニッシャー』のペン入れからスタートし、緻密な細部の書き込みと独自の作画スタイルとをジム・リー、ロブ・ライフェルド(Rob Liefeld)、マーク・シルヴェストリ(Marc Silvestri)から身につけた。
彼は特徴ある独創的なコマ割りと作画スタイルとを打ち出し、『X-メン』を担当した際、ミュータントのビショップ(Bishop)とフィッツロイ(Fitzroy)を創造した。また、ガンビットの人気を高めることとなった服装・髪型を考案している。

## 著作
- 『X-ファクター / X-Factor』 #68 (vol. 1, July, 1991)
- 『ロングショット / Longshot』 vol. 1 #1-6 (インカー)
- 『ニュー・ミュータンツ / New Mutants』 vol. 1 #43 (インカー)
- 『パニッシャー / Punisher』 vol. 2 #8-18 (作画)
- 『X-ファクター / X-Factor』 vol. 1 #63-69 (作画・脚本補佐)
- 『アンキャニィ・X-メン / Uncanny X-Men』 vol. 1 #281-286 (作画・脚本), 289-290 (作画)
- 『ザ・リージョン・オブ・ナイト /  The Legion of Night』 1 & 2
- 『ウェットワークス / Wetworks』 vol. 2 #1-6 (作画); 1-15 (カヴァー・アート)
- 『スポーン / Spawn』 vol. 1 #185- (作画)
- 『X-フォース / X-Force』 vol. 1 #102-109 (作画)

## 参考
- Whilce Portacio - Comic Book DB
- Whilce Portacio on Marvel.com